# Thomas De Witt Talmage
Pour les articles homonymes, voir Talmage.
Thomas De Witt Talmage, né le 7 janvier 1832 à Bound Brook (New Jersey) et mort le 12 avril 1902 à Washington (district de Columbia), est un prédicateur protestant américain.

## Biographie
Thomas De Witt Talmage est le dernier né d'une fratrie de douze enfants, dont quatre garçons sont devenus pasteurs. Après avoir étudié le droit pendant trois ans en vue de devenir avocat, il décide de se consacrer à la religion et à étudier la théologie.
Appartenant à l'Église protestante réformée néerlandaise, Talmage est tout d'abord le pasteur de l'église réformée de Belleville (New Jersey) puis, trois ans plus tard, de celle de Syracuse, où il reste également pendant trois années. En 1862, il est appelé à la seconde église réformée de Philadelphie.
Sept ans plus tard, en 1869, il devient le pasteur de l'église presbytérienne du Brooklyn Tabernacle, où ses sermons attirent chaque semaine des foules de plus de 5000 personnes. Reproduits dans la presse américaine et étrangère, ils sont lus par des millions de chrétiens. Talmage a lui-même été le rédacteur en chef d'un journal, le Christian Herald.

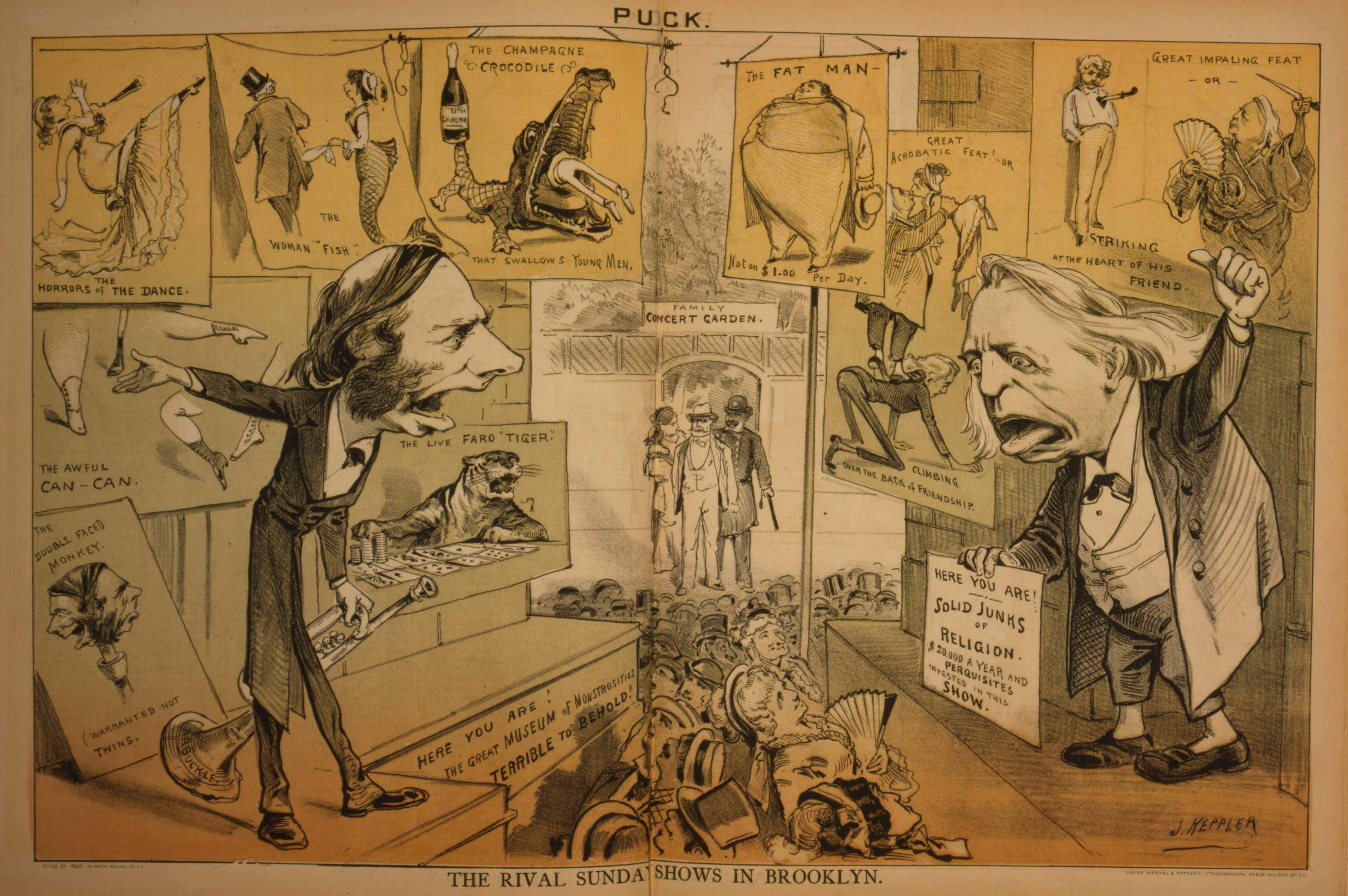
Attractions dominicales rivales à Brooklyn. Caricature des pasteurs Talmage et Beecher par Joseph Ferdinand Keppler (Puck, 23 octobre 1878).

Le révérend Talmage a également donné des conférences et prononcé des sermons à l'étranger, notamment en Angleterre.
Âgé de 70 ans et malade depuis longtemps, il meurt d'une méningite à son domicile, à Washington, le 12 avril 1902.